# Андрей Смирнов (музикант)
 Вижте пояснителната страница за други личности с името Андрей Смирнов.
Андрей Александрович Смирнов е руски музикант. Вокал и китарист на група Everlost от 2001 година. Освен това, свири в „U.D.O.“, „Галактика“, „Земляне“ и като самостоятелен музикант.

## Биография
Роден е в град Руза, Московска област. Като дете участва в различни ансамбли, а на 15 години основава собствена група, която нарича „Детонатор“. По-късно тази група се преименува на Everlost. В началото групата пее на английски като първият демо-албум „Suicidal Instincts“ е приет добре от феновете, въпреки не много доброто качество на записите. Групата издава още два англоезични албума. Паралелно Андрей свири и в пауър метъл групата „Shadow Host“, с които издава албума „Curse of the Angeleye“. Там Смирнов свири до 2007 година. През 2009 „Everlost“ издават своят първи албум на руски език – „Эклектика“. По това време Андрей свири и в група „Мастер“ и участва в записите на албума „VIII“, който до момента е последният на групата. През февруари 2010 става част от групата на Пол Ди'Ано по време на турнето му в Русия и бившите републики от ОНД.
През 2011 Андрей и барабанистът на „Мастер“ Олег Ховрин стават част от обновения състав на група „Галактика“. Двамата свирят заедно и в „Земляне“ на Сергей Скачов. Смирнов участва и като сесионен музикант в „Епидемия“, участвайки на юбилейния концерт по случай 30-годишнината на вокалиста Максим Самосват. През лятото на 2010 Смирнов и Самосват изпълняват кавър на песента „Игра с огнем“, която влиза в трибют-албума на „Ария“, записан в чест на 25-годишнината на групата. През 2011 свири с Робертино Лорети, по време на турнето му в Русия. Освен това Андрей започва записите по първият си соло албум, който излиза в началото на 2012 и е озаглавен „Адреналин“. С „Everlost“ издава трибют-албум, посветен на „Черный обелиск“.
През 2013 участва в проекта на Маргарита Пушкина „Династия посвещенных“ и издава своя втори албум – „Тонкая грань“. Става част и от немската група „U.D.O.“, чийто вокалист е бившият фронтмен на „Accept“ Удо Диркшнайдер. Първият албум на „U.D.O.“ с Андрей в състава си е „Steelhammer“ и е издаден на 24 май 2013. В края на 2013 страничният проект на „Everlost“ „Flash of Aggression“ издава дебютния си албум с подкрепата на лейбъла CD Maximum.

## Дискография

### Солови албуми
- 2012 – Adrenaline
- 2013 – Тонкая грань (EP)
- 2016 – Gladiator (EP)
- 2017 – Ballads
- 2021 – Samurai (сингл)
- 2021 – Dream It Out Loud (сингл)
- 2021 – Electric Gravity (TBA)

### С Everlost
- 2002 – Suicidal Instincts (демо)
- 2004 – Bitterness of the Triumph
- 2006 – Noise Factory
- 2009 – Эклектика
- 2011 – Путь Непокорных
- 2012 – Плавится воздух (EP)
- 2016 – V
- 2020 – Warrior (сингл)
- 2020 – Supernova (сингл)

Концертни записи
- 2018 – XV Years: Live in Moscow

### С U.D.O.
- 2013 – Steelhammer
- 2015 – Decadent
- 2018 – Steelfactory
- 2020 – We Are One (U.D.O. & Das Musikkorps der Bundeswehr)

Концертни записи
- 2014 – Steelhammer: Live from Moscow
- 2015 – Navy Metal Night (with the Marinemusikkorps Nordsee)
- 2016 – Live: Back to the Roots [as Dirkschneider]
- 2017 – Live: Back to the Roots – Accepted! (Live in Brno) [as Dirkschneider]
- 2021 – Live in Bulgaria 2020 (Pandemic Survival Show)

### С Nebesa
- 2018 – Вперёд (сингл)
- 2019 – Обречённый (сингл)
- 2019 – Online

Концертни записи
- 2021 – Rock Legends: Live with Orchestra

### С Эпидемия
- 2007 – Эльфийская рукопись: Сказание на все времена
- 2010 – Дорога домой

### СMargenta
- 2009 – Дети Савонаролы
- 2013 – Sic Transit Gloria Mundi

### СМастер
- 2010 – VIII

### САртур Беркут
- 2012 – Каждому своё (EP)
- 2012 – Рождественская песня (сингл)

### С Ольви
- 2009 – Последнее небо

### С Shadow Host
- 2004 – Prophecy (демо)
- 2005 – Curse of the Angeleye

### С Flash of Agression
- 2013 – Seed of Hate

### С Abrin
- 2016 – The Last Turn (сингл)
- 2017 – 1939 (сингл)
- 2018 – Hell On Earth

### С Галактика
- 2012 – Последний летний день (EP)

### С Д.И.В.А.
- 2008 – Ангел света